# Hrachovište
Hrachovište es un municipio del distrito de Nové Mesto nad Váhom en la región de Trenčín, Eslovaquia, con una población estimada a final del año 2024 de 644 habitantes.
Se encuentra ubicado al oeste de la región, cerca del río Váh (cuenca hidrográfica del Danubio) y de la frontera con la región de Trnava y la República Checa.

## Demografía
| Año        | 1994 | 2004    | 2014    | 2024     |
| ---------- | ---- | ------- | ------- | -------- |
| Población  | 666  | 694     | 720     | 644      |
| Diferencia |      | +4,20 % | +3,74 % | −10,55 % |

| Año        | 2023 | 2024    |
| ---------- | ---- | ------- |
| Población  | 643  | 644     |
| Diferencia |      | +0,15 % |